# Leptoeme malawiensis
Leptoeme malawiensis är en skalbaggsart som beskrevs av Karl Adlbauer 2004. Leptoeme malawiensis ingår i släktet Leptoeme och familjen långhorningar.
Artens utbredningsområde är Malawi. Inga underarter finns listade i Catalogue of Life.